# Winkelstedt
Winkelstedt este o comună din landul Saxonia-Anhalt, Germania.